# Glossidionophora nigra
Glossidionophora nigra là một loài ruồi trong họ Tachinidae.